# Bruno Sälzer
Bruno Sälzer (* 28. Juni 1957 in Bad Rappenau) ist ein deutscher Manager. Von 2002 bis 2018 war er sukzessive Vorstandsvorsitzender der Modefirmen Hugo Boss, Escada und Bench.

## Leben

### Herkunft und Ausbildung
Sälzer ist der Sohn eines Landwirts und hat zwei Geschwister. Er studierte ab 1976 Betriebswirtschaftslehre an der Universität Mannheim und schloss das Studium 1981 als Diplom-Kaufmann ab. Von 1981 bis 1985 war er wissenschaftlicher Angestellter am Dekanat der Mannheimer Fakultät für Betriebswirtschaftslehre. 1985 wurde er in Mannheim zum Doktor der Wirtschafts- und Sozialwissenschaften (Dr. rer. pol.) promoviert.

### Beruflicher Werdegang
Von 1986 bis 1991 war Sälzer bei der Beiersdorf AG in Hamburg zunächst als Leiter des Marketing- und Vertriebsmanagementtrainings und schließlich als Leiter der internationalen Vertriebskoordination tätig. Von 1991 bis 1995 arbeitete er bei der Hans Schwarzkopf GmbH in Hamburg zunächst als Ressortleiter des deutschen Friseurgeschäfts und schließlich als Geschäftsbereichsleiter für das internationale Friseurgeschäft. 
Sälzer wurde 1995 in den Bereichen Vertrieb und Marketing in den Vorstand der Hugo Boss AG in Metzingen berufen, er wurde 1998 stellvertretender Vorstandsvorsitzender und 2002 Vorstandsvorsitzender. Unter seiner Federführung lancierte Hugo Boss erstmals eine Damenkollektion. Sälzer wird zugutegehalten, im Laufe seiner Amtszeit den schwäbischen Anzughersteller zu einem international operierenden Modekonzern mit Milliardenumsatz ausgebaut sowie den Vorsteuergewinn des Unternehmens letztendlich verdoppelt und den Aktienkurs verfünffacht zu haben. Im Februar 2008 musste er seinen Posten auf Druck des damaligen neuen Boss-Eigentümers, Permira, räumen.
Ab Mitte 2008 war Sälzer Vorstandsvorsitzender von Escada SE in München. Im August 2009 musste Escada Insolvenz anmelden. Zusammen mit seiner Ehefrau hatte Sälzer im Juli 2008 von dem russischen Escada-Großaktionär Rustam Aksenenko Escada-Aktien im Wert von etwa drei Millionen Euro gekauft, die nach dem Konkurs der Münchner Modemarke nur noch einen Bruchteil davon wert waren. Sälzers Vertrag bei Escada lief im Februar 2014 aus.
Im Anschluss an seine Tätigkeit bei Escada schlug Sälzer unter anderem Angebote von Benetton aus. Ab Dezember 2014 fungierte er als Chairman und Geschäftsführer der Streetwear-Marke Bench Limited, die im Februar 2014 von der Beteiligungsgesellschaft Emeram Capital Partners aus München aufgekauft worden war. Teil seines Arbeitsvertrages war eine private Beteiligung in Höhe von 15 % der Bench-Anteile durch Sälzer. Im März 2018 gab er seinen Posten bei Bench in München auf, behielt allerdings seine Firmenanteile. Im April 2018 ging Bench in die Insolvenz.
Darüber hinaus war Sälzer von 2004 bis 2006 bei der Beiersdorf AG, Hamburg, und von 2006 bis 2008 bei der Maxingvest AG, Hamburg, im Aufsichtsrat tätig. Von 2008 bis 2019 war er bei der Amer Sports Corp. in Helsinki aktiv, im März 2017 wurde er zum Chairman des Board of Directors (Aufsichtsratsvorsitzender) gewählt. Diese Funktion behielt er bis zur Übernahme der Amer Sports Corp. durch Anta Sports Limited, Jinjiang, China, im April 2019. Seit 2008 ist er bei der Deichmann SE in Essen als Aufsichtsrat aktiv, seit 2013 bei der Lacoste Holding, Paris. 2018 übernahm Sälzer ein Aufsichtsratsmandat bei der Ludwig Beck AG in München, im Juli 2020 wurde er Aufsichtsratsvorsitzender. Seit 2020 ist Sälzer Verwaltungsratsmitglied der Zino Davidoff SA in Basel. Von 2021 bis 2023 übernahm er im Management von AlphaTauri, der Premium Fashion Brand von Red Bull, die Rolle als Executive Advisor. Im Rahmen des Börsengangs an der New Yorker Börse im Februar 2024 kehrt Sälzer als Lead Independent Director zu Amer Sports zurück.

### Privates
Sälzer ist Vater von vier Söhnen und lebt mit seiner Familie in Grünwald. Er ist Fan des VfB Stuttgart und Träger des schwarzen Gürtels in Karate.